# Vladimír Heger
Vladimír Heger (30. ledna 1932 – 1. března 2021) byl československý hráč a trenér basketbalu. Vystudoval Vysokou školu ekonomickou. Byl sportovním redaktorem Mladé fronty.
Vladimír Heger byl hráč a zejména trenér basketbalu, působil jako trenér ligového mužstva mužů Sparta ČKD Praha (1965–1969, 1996–97) a byl trenér reprezentační družstvo Československa mužů (1965–69, 1972–76), s nímž získal v roce 1967 druhé místo na mistrovství Evropy v Helsinkách. V roce 1978 Heger vedl reprezentaci žen, která na Mistrovství Evropy získala bronzovou medaili. 
Později působil Heger jako reprezentační kouč Nizozemska a na basketbalových federacích Nizozemska, Portugalska a Turecka. V roce 1983 s reprezentací Holandska na Mistrovství Evropy 1983 skončil na 4. místě, což je nejlepší výsledek této země na ME.
Po návratu byl asistentem trenéra Michala Ježdíka u reprezentačního družstva basketbalu mužů České republiky.
V roce 2013 byl uveden do Síně slávy české Unie profesionálních trenérů.

## Hráčská kariéra
- 1951 Dynamo Slávia Praha – 6. místo
- 1952–1954 ATK / ÚDA Praha – mistr Československa (1954), vicemistr (1953), 5. místo (1952)
- 1954–1955 Slavia VŠE Praha – 10. místo (1955)

## Trenér
- 1965–1970 Sparta Praha muži (4× 3. místo), 1996–97 Sparta Praha muži
- 1965–1969 a 1972–1976 reprezentační družstvo Československa
  - Olympijské hry 1972 Mnichov (8. místo), 1976 Montréal (6. místo)
  - Mistrovství světa 1974 Portoriko (10. místo)
  - Mistrovství Evropy 1965 Moskva + Tbilisi (7. místo), 1967 Helsinki (2. místo), 1973 Barcelona, Španělsko (4. místo)
- 1978 reprezentační družstvo Československa ženy – Mistrovství Evropy 1978 Poznaň, Polsko (3. místo)
- státní trenér na basketbalových federacích Holandska, Portugalska a Turecka
  - 1983–1985 reprezentační trenér Holandska muži, na Mistrovství Evropy 1983 ve Francii (4. místo) a 1985 (12. místo)